# Siegfried Wölffling
Siegfried Wölffling (* 1. August 1928 in Altenweddingen; † 27. Dezember 1995) war ein deutscher Orientarchäologe und Kulturhistoriker.
Siegfried Wölffling musste 1945 zunächst die Mittelschule unterbrechen, um in der Stadtverwaltung zu arbeiten. Sein Abitur legte er erst 1950 ab und begann anschließend ein Studium der Medizin an der Martin-Luther-Universität Halle-Wittenberg, brach das Studium aber 1953 ab und wechselte zur Archäologie und Anthropologie. 1957 bestand er die Diplomprüfung, Thema der Abschlussarbeit war Pyramide und Zikkurat. Gemeinsamkeiten und Unterschiede der charakteristischen Bauformen Ägyptens und Mesopotamiens. Ans Studium schloss sich eine planmäßige wissenschaftliche Aspirantur an. Die Promotion erfolgte im November 1960 bei Heinz Mode und Anton Blaschka mit einer Untersuchungen zur Geschichte des Deutschen Instituts für Ägyptische Altertumskunde zu Kairo. Anschließend wurde Wölffling wissenschaftlicher Mitarbeiter am Archäologischen Seminar der Universität Halle (Abteilung Frühgeschichte des Orients beziehungsweise dem Wissenschaftsbereich Orientalische Archäologie). Im Januar 1969 habilitierte er sich wiederum mit einer Arbeit zur deutschen archäologischen Fachgeschichte, Untersuchungen zur Geschichte und Organisation der deutschen archäologischen Forschung im Vorderen Orient von 1871 bis 1945. Gutachter waren neben Mode erneut Blaschka sowie der Byzantinist Johannes Irmscher. 1971 wechselte er als Professor für Kulturgeschichte an die Hochschule für industrielle Formgestaltung Halle, Burg Giebichenstein in Halle/Saale.

## Publikationen (Auswahl)
- mit Heinz Mode: Zigeuner. Der Weg eines Volkes in Deutschland, Koehler und Amelang, Leipzig 1968
- Dokumente zur Geschichte der Handwerker- und Kunstgewerbeschule in Halle seit Gründung der gewerblichen Zeichenschule im Jahre 1870. Beitrag zum 30-jährigen Bestehen der Hochschule für Industrielle Formgestaltung Halle – Burg Giebichenstein, Rektor der Hochschule für Industrielle Formgestaltung, Halle 1988 (Hochschulgeschichtliche Beiträge der Hochschule für Industrielle Formgestaltung, Halle – Burg Giebichenstein, Bd. 1)